# Guan Hanqing

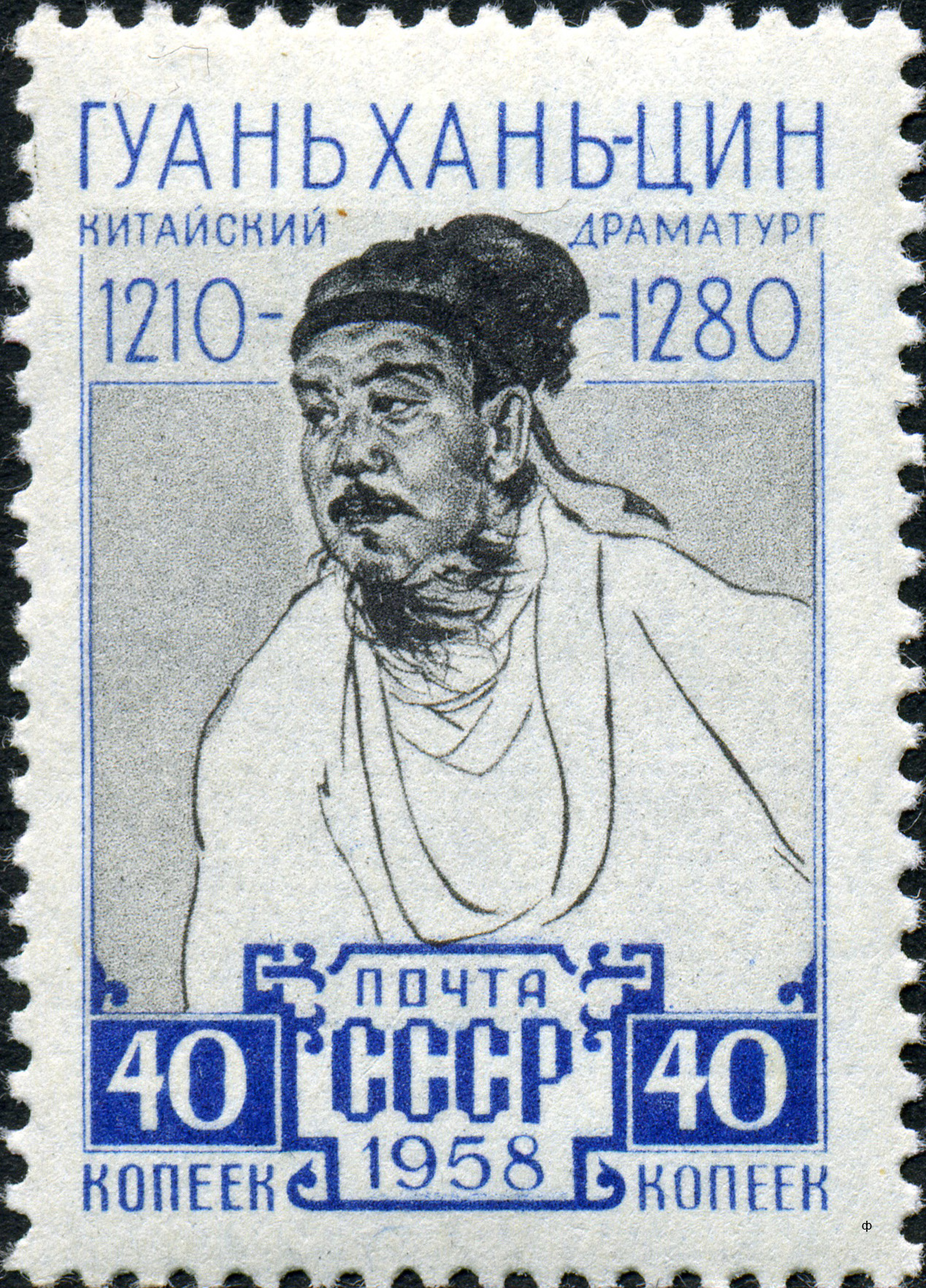
Um selo postal 1958 U.R.S.S. comemorando Guan Hanqing.

Guan Hanqing (Chinês tradicional: 關漢卿, chinês simplificado: 关汉卿), (c. 1241-1320), alcunha "O Velho do Estúdio" (齋叟 Zhāisǒu), foi um notável dramaturgo e poeta chinês da Dinastia Yuan. Ele tem sido descrito como um dos  dramaturgos mais prolíficos e altamente considerado do período Yuan.
Guan passou grande parte da sua vida adulta, em Dadu e produziu cerca de 65 peças, principalmente no chinês vernacular do período.

## Obra
Quatorze de suas peças são existentes, incluindo:
- A Injustiça E Dou um.k.um. Neve em pleno Verão (感天動地竇娥冤 Gǎn Tiān Dòng Dì Dòu É Yuān)
- De verão a Poeira, vento  ou  De verão a Prostituta ou  Resgatado por uma Coquette (趙盼兒風月救風塵 Zhào Pàn Ér Entende Yuè Jiù Entende Chén)
- A Conferência de um Único Dao um.k.um. Reunião os Inimigos Sozinho um.k.um. Senhor Guan Vai para a Festa (關大王獨赴單刀會 Guān Dá Wáng Dú Fù Dān Dāo Huì)
- O Pavilhão de Lua-Adoração (閨怨佳人拜月亭 Guī Yuàn Jiā Rén Bài Yuè Tíng)
- Borboleta de Sonho (包待制三勘蝴蝶夢 Bāo Dài Zhì Sān Kān Hú Dié Mèng)
- A Mulher-Snatcher (包待制智斬魯齋郎 Bāo Dài Zhì Zhì Zhǎn Lǔ Zhāi Láng)
- O Riverside Pavilhão (望江亭中秋切膾旦 Wàng Jiāng Tíng Zhōng Qiū Qiē Kuài Dàn)
- O Jade Espelho-Stand (溫太真玉鏡臺 Wēn Tài Zhēn Yù Jìng Tái)
- A morte do Alado Tigre-Geral (鄧夫人苦痛哭存孝 Dèng Fū Rén Kǔ Tòng Kū Cún Xiào)

## Leitura complementar
- 关汉卿杂剧选 Selected Plays of Guan Hanqing (Library of Chinese Classics) (2004). Beijing: Foreign Languages Press. ISBN 7-119-03395-67-119-03395-6.